# Дондерс, Франц Корнелиус
Франц Корнелиус Дондерс (нидерл. Franciscus Cornelis Donders; 27 мая 1818, Тилбург — 24 марта 1889, Утрехт) — голландский биолог, физиолог и врач-офтальмолог, основатель Нидерландского глазного госпиталя.
Написание имени учёного в различных источниках разнится. Первое имя встречается в вариантах Франс и Франциск, второе — в варианте Корнелис.

## Биография
Франц Дондерс был последним ребёнком в многодетной семье (у него было восемь старших сестер). Рос без отца, который умер сразу после его рождения. В возрасте 11 лет, благодаря своим способностям, он уже смог зарабатывать репетиторством. В 17 лет он начал изучать медицину в Утрехтском университете. После окончания курса и врачебной практики во Флиссингене, Дондерс стал военным хирургом в Гааге. Вскоре молодого врача пригласили читать лекции по анатомии, гистологии и физиологии в Военную медицинскую школу, образованную при Утрехтском университете.
В это время он стал много заниматься научными изысканиями и публиковаться. Одна из статей 1844 года была посвящена энергетике живых организмов, и в ней молодой учёный констатировал, что животное тепло есть тепло химических реакций, происходящих в организме. В другой статье, 1846 года, он оспорил господствующее мнение о возникновении видов в результате независимых актов создания, предположив, что современные формы жизни — результат непрерывного действия природных законов на протяжении эпох. После выхода в свет «Происхождения видов» Дондерс стал одним из самых убеждённых защитников идей Дарвина.
В 1847 году Дондерс был назначен экстраординарным профессором. Он сам выбрал курсы, которые бы он хотел читать студентам: судебная медицина, общая биология, антропология и офтальмология. В это время он больше занимался биологией и физиологией, курс офтальмологии был добавлен потому, что он нуждался в средствах для содержания семьи. По этим же причинам он взялся переводить с немецкого знаменитый трактат Рюте по офтальмологии. Особенно интересовала его в этом сочинении физиология зрения.
Приехав в Лондон в 1851 году на Всемирную выставку, Дондерс познакомился с двумя выдающимися клиницистами того времени Альбрехтом фон Грефе и сэром Вильямом Боуманом, который одним из первых стал использовать в своей практике офтальмоскоп Гельмгольца. Вдохновлённый новыми научными идеями в офтальмологии, Дондерс, по возвращении в Утрехт, занялся теорией и практикой глазных болезней. Через несколько лет согражданами было собрано 40 тысяч флоринов на строительство глазного госпиталя вместимостью 40 коек, который стал не только медицинским заведением, но и исследовательским центром при университете. Ради работы в госпитале Дондерс отказался от приглашения в Боннский университет профессором физиологии, поступившем от Гельмгольца. Последующие годы были очень плодотворны для учёного. С 1858 по 1864 год он опубликовал целую серию работ по офтальмологии, ставших классическими. Сборник, вышедший в Лондоне в 1864 году, содержал новое учение о теории и практике коррекции аномалий зрения с помощью линз.
Когда в 1862 году на кафедре физиологии освободилось место профессора, Дондерс согласился занять его, тем более что для него была создана новая физиологическая лаборатория (в 1866 году). Глазную клинику возглавил ученик Дондерса.
Физиологические исследования Франца Дондерса имели широкий спектр. Он отличался большой научной производительностью и по каждому изученному предмету оставил значимый след — будь то физиология речи, скорость нервных реакций, мышечные сокращения, сердечная деятельность, химия дыхания, цветовое зрение и цветовая слепота, а также множество других тем.
Обладая выдающимся даром докладчика и способностями к языкам, Дондерс часто председательствовал в научных собраниях. Он был президентом двух Международных конгрессов по офтальмологии — Четвёртого, который состоялся в Лондоне в 1872 году, и Седьмого — в Гейдельберге в 1888 году, а также Шестого Международного медицинского конгресса в Амстердаме (1879 год) и вице-президентом Седьмого Международного медицинского конгресса в Лондоне (1881 год).
Дондерс возглавлял Нидерландскую королевскую академию наук, был иностранным членом Лондонского королевского общества (1866), членом-корреспондентом Парижской академии наук (1879), Петербургской академии наук (1887).